# Актант
Актант в лінгвістиці — активний, значущий учасник ситуації, мовна конструкція, що заповнює семантичну або синтаксичну валентність предиката. Актант, як правило, обов'язково супроводжує предикат; його опущення можливо тільки в обмежених випадках і підпорядковується спеціальним правилам.